# Дружба (лесной парк)
Лесной парк «Дружба» — памятник природы регионального значения, расположенный на юго-западной окраине города Владимира между федеральной трассой М-7 «Волга» и Горьковской железной дорогой.

## История
Памятник природы регионального значения "Лесной парк «Дружба» образован решением Исполнительного комитета областного Совета народных депутатов № 143 п/4 от 25 февраля 1986 года. Реорганизован постановлением администрации Владимирской области от 09.11.2016 № 991.
Территория современного лесного парка — это оставшаяся часть древнего лесного массива, называвшегося Ямским лесом, который некогда тянулся от рощи «Сосенки» до устья река Колокша. Также историкам известны более древние названия: Княжеский бор, Георгиевский лес. 

Ямской лес довольно богат лесной дичью, зайцем, тетеревом, и вальдшнепом: Верхняя Дуброва есть главный приток вальдшнепов во время прилета, здесь главное место весеннего тока их, по зорям. Дол, идущий между Верхней и Нижней Дубровой и примыкающие к нему большие болота, посещаются бекасами и дупелями— Владимирские губернские ведомости (1855)
Леса первой надпойменной террасы, включая территорию поселка Мостострой, в прошлом веке называли Нижней Дубровой, а леса на склоне и кромке коренного берега, включая лесной парк — Верхней Дубровой.
По описанию 1914 года (лесовод А. Андрианов) здесь преобладало около 10 типов главных (коренных) и второстепенных (вторичных) лесов. Главные: сосново-еловые с липовым молодняком; смешанные сосново-елово-дубовые; елово-сосновые. Второстепенные: из липы, берёзы, осины, ольхи и порослевого дуба на местах вырубки коренных типов лесов.
Во время Великой Отечественной войны в этой местности, предположительно, размещались формирующиеся воинские части, свидетельством этого являются ямы землянок, расположенных северной части лесопарка. Для их строительства производилась вырубка сосны и ели. Этим объясняет тот факт, что в настоящее время составе древостоя лиственных пород больше.
Парк является объектом ботанических и зоологических экскурсий. В 1985 году в нём была открыта экологическая тропа. Маршрут был разработан кафедрой ботаники педагогического института. Вдоль тропы были устроены стенды, деревянные скамьи, указатели. В настоящее время от этой тропы остались одни воспоминания.
В декабре 1988 года РСУ зелёного хозяйства вырубило деревья на площади в 2,5 га для расширения городка батальона милиции. Это вызвало протесты жителей прилегающих кварталов.
В парке проходят соревнования лыжников памяти Олимпийского чемпиона Алексея Прокуророва
В январе 2014 года были внесены изменения в генеральный план города Владимира. На схеме появилась дорога которая должна будет разделить памятник природы на две части. Планы чиновников по транспортной разгрузки нового микрорайона вызвали протесты жителей города Владимира и экологических организаций.
В апреле 2014 года активистами дружины охраны природы «Точка роста» установлено, что планируемая дорога не только нарушает режим памятника природы, а также повлечёт гибель растения, занесённого в Красную книгу Владимирской области — волчеягодника обыкновенного.
В мае 2015 года пруд на территории памятника природы "Лесной парк «Дружба» оградили железным забором с колючей проволокой и присоединили к губернаторской резиденции.
Законность расширения резиденции губернатора Владимирской области С. Ю. Орловой проверит природоохранная прокуратура.
В ноябре 2016 года закончена процедура реорганизации памятника природы "Лесной парк «Дружба». Из состава особо охраняемой природной территории исключён участок занятый хозяйственными постройками, принадлежащих административному зданию в северо западной части памятника природы. Взамен был присоединён дендрарий ГКУ «Владимирское лесничество», расположенный в юго-восточной части памятника природы.

## Физико-географическая характеристика территории памятника природы

### Границы памятника природы
Северная граница памятника природы начинается от северо-западного угла земельного участка с кадастровым номером 33:22:011303:389 и продолжается по южной стороне полосы отвода автомобильной дороги федерального значения М-7 «Волга», огибая с юга территории поста УГИБДД, кафе и АЗС до поворота на гостиничный комплекс «Русская деревня».
Восточная граница памятника природы огибает с запада, юга и юго-востока территорию гостиничного комплекса «Русская деревня», далее продолжается вдоль северной и восточной границ земельного участка с кадастровым номером 33:22:011303:390, после чего продолжается в юго-западном направлении вдоль границ земельных участков с кадастровыми номерами 33:22:011303:391 и 33:22:011303:389 с бывшими сельскохозяйственными угодьями СПК «Вышка» до северо-восточного угла квартала 53 Владимирского участкового лесничества Владимирского лесничества. Далее восточная граница памятника природы проходит по северной границе квартала 53 до северо-восточного угла дендрария Владимирского лесничества (выдел 8 квартала 53), продолжается на юг вдоль восточной границы дендрария до пересечения с северной границей полосы отвода Горьковской железной дороги.
Южная граница памятника природы проходит по северной стороне полосы отвода Горьковской железной дороги.
Западная граница памятника природы проходит вдоль западной границы земельного участка с кадастровым номером 33:22:011303:389 до северо-западного угла данного земельного участка на месте пересечения с южной границей полосы отвода автодороги федерального значения М-7 «Волга».

### Климат
Климат умеренно континентальный с теплым и влажным летом, умеренно холодной зимой, с устойчивым снежным покровом и хорошо выраженными переходными сезонами. Континентальность климата района характеризуется довольно значительными суточными, месячными, сезонными и годовыми амплитудами колебаний температуры воздуха: минимальная температура января опускается до −38 °C, максимальная температура июля поднимается до +38 ºС. Продолжительность весны составляет 2 месяца. За начало весны условно принимают устойчивый переход среднесуточной температуры через 0 °C.

### Гидрологическая сеть
Гидрологическая сеть памятника природы представлена сезонными водотоками (пересыхающими в летний период ручьями), которые протекают по 3 оврагам с севера на юг, а также небольшим прудом, расположенным в северо-западной части Лесного парка «Дружба».

### Почвы
Территория памятника природы расположена в южной части Содышкинско-Броднинского ландшафтного подрайона, на юге которого распространены дерново-подзолистые почвы.

### Растительный мир
Территория памятника природы покрыта массивом широколиственных лесов с большой долей липы. Ранее этот лес именовался Ямским бором.
Основными растительными ассоциациями на территории памятника природы являются дубняк волосистоосоково-снытевый, дубняк лещиново-снытевый, дубняк волосистоосоковый, дубняк снытевый, липняк волосистоосоковый, липняк снытевый, липняк елово-широкотравный, ельник широкотравный, сосняк черничный, сосняк чернично-широкотравный, осинник снытевый, осинник волосистоосковый.
Лесообразующие породы — дуб черешчатый, липа мелколистная. Из других древесных пород можно встретить клён остролистный, вяз голый, осину, берёзу повислую, ольху серую, рябину обыкновенную, черёмуху обыкновенную, ель обыкновенную, сосну обыкновенную.
Из кустарниковой растительности можно встретить лещину обыкновенную, крушину ломкую, калину обыкновенную, жимолость обыкновенную, бересклет бородавчатый, шиповник майский, иву козью, волчье лыко, бузину красную, ракитник русский, а также кустарнички: чернику, бруснику, костянику.
Высшие споровые растения: хвощи зимующий и лесной, страусник обыкновенный, кочедыжник женский, щитовник мужской.
Из цветковых травянистых растений — около 90 лесных и опушечных. Весной до распускания листьев на деревьях здесь ярко цветут подснежники (эфемероиды): ветреница лютичная, лютик кашубский, чистяк весенний, медуница неясная, хохлатка плотная, чина весенняя. В конце мая зацветают купальница европейская, лютик золотистый, ландыш майский, живучка ползучая. В июне в образовании травяного покрова участвуют осока волосистая, сныть обыкновенная, купырь лесной.
Также внимания заслуживают внимания некоторые растения, не входящие в областной список охраняемых растений: подмаренник душистый, адокса мускусная, воронец колосистый, борец высокий, зеленчук жёлтый, Петров крест, купена многоцветковая, колокольчики персиколистный и широколистный.
| Охраняемые виды растений: | Охраняемые виды растений: | Охраняемые виды растений: |
| ------------------------- | ------------------------- | ------------------------- |
| Мытник Кауфмана           | Pedicularis kaufmannii    | 5, Красная книга ВО       |
| Волчеягодник обыкновенный | Daphne mezereum           | 3, Красная книга ВО       |
| Овсяница высокая          | Daphne mezereum           | 3, Красная книга ВО       |

### Животный мир
На территории Лесного парка «Дружба» можно встретить млекопитающих: лося, обыкновенную лисицу, енотовидную собаку, зайца-беляка, обыкновенную белку, горностая, обыкновенного крота, европейскую рыжую полёвку, малую лесную мышь. До строительства ограждения Горьковской железной дороги на лесного массива можно было встретить кабанов.
Пернатый мир памятника природы довольно разнообразен. Здесь можно встретить: канюка, ястреба-тетеревятника, вальдшнепа, воробьиного сыча, длиннохвостую неясыть, большого пёстрого дятла, трёхпалого дятла (очень редко), поползня, зяблика, зарянку, большую синицу, лазоревку, мухоловку-пеструшку, пеночек (весничку, теньковку и трещотку), лесного конька, певчего дрозда, дрозда-рябинника, садовую славку, славку-черноголовку, ворона, кедровку (во время осеннего пролёта).
| Редкие и охраняемые виды птиц: | Редкие и охраняемые виды птиц: | Редкие и охраняемые виды птиц: |
| ------------------------------ | ------------------------------ | ------------------------------ |
| Воробьиный сыч                 | Glaucidium passerinum          | Приложение Красной книги ВО    |
| Длиннохвостая неясыть          | Strix uralensis                | Приложение Красной книги ВО    |
| Кедровка                       | Nucifraga caryocatactes        | Приложение Красной книги ВО    |
| Трёхпалый дятел                | Picoides tridactylus           | Приложение Красной книги ВО    |